# Mike (Hungria)
Mike é um município da Hungria, situado no condado de Somogy. Tem 32,41 km² de área e sua população em 2019 foi estimada em 614 habitantes.